# Synchromophyceae
Synchromophyceae је класа фотосинтетских хетероконата .   Хлоропласт Synchromophyceae је окружен са две мембране. Цео комплекс хлоропласта окружен је додатним двема спољашњим мембранама  . 

## Класификација
- класа Synchromophyceae Cavalier-Smith 1995[4]
  - ред Synchromales Horn & Ehlers 2007
    - фамилија Synchromaceae Schnetter & Ehlers 2007
      - род Synchroma Schnetter 2007

  - ред Chlamydomyxales
    - фамилија Chlamydomyxaceae
      - род Chlamydomyxa Archer 1875